# Química medicinal
Química Medicinal ou Química Farmacêutica e Medicinal é uma área de pesquisa que envolve a química, em especial a química orgânica, e a farmacologia. O seu objetivo, é o planejamento, avaliação e síntese de novos fármacos com o uso ou não de modelação molecular, o estudo de sua biotransformação ou metabolismo, a interpretação do seu modo de ação em nível molecular e a construção de uma relação entre estrutura molecular e atividade farmacológica, tal relação pode ser quantitativa (QSAR) ou não (SAR)